# Аффельтранген
Аффельтранген (нім. Affeltrangen) — громада  в Швейцарії в кантоні Тургау, округ Вайнфельден.

## Географія
Громада розташована на відстані близько 135 км на північний схід від Берна, 11 км на південний схід від Фрауенфельда.
Аффельтранген має площу 14,4 км², з яких на 11,1% дозволяється будівництво (житлове та будівництво доріг), 72,4% використовуються в сільськогосподарських цілях, 14,8% зайнято лісами, 1,7% не є продуктивними (річки, льодовики або гори).

## Демографія
2019 року в громаді мешкало 2606 осіб (+11,7% порівняно з 2010 роком), іноземців було 16%. Густота населення становила 181 осіб/км².
За віковим діапазоном населення розподілялося таким чином: 22,9% — особи молодші 20 років, 61,5% — особи у віці 20—64 років, 15,6% — особи у віці 65 років та старші. Було 1049 помешкань (у середньому 2,5 особи в помешканні).
Із загальної кількості 1217 працюючих 169 було зайнятих в первинному секторі, 622 — в обробній промисловості, 426 — в галузі послуг.